# 新沢克海
新沢 克海（あらさわ かつみ、1984年 - ）は、日本の小説家、ライトノベル作家。新潟県出身。

## 略歴
2009年5月、講談社BOX新人賞“流水大賞”から改称した第1回講談社BOX新人賞“Powers”において、『ダンスモンキーの虚と実』がStonesを受賞。Stonesは、出版は約束されないが担当編集者が付くという賞である。その受賞の3か月後、同賞の第2回で『コロージョンの夏』が大賞に相当するPowersを受賞し、出版デビューが確定した（神世希と同時受賞）。
2010年11月、『コロージョンの夏』がPowers BOXの第一弾として刊行されデビュー。この作品を第1作とするマガミシリーズは2011年、第2回本格ライトノベル大賞を受賞した。

## 作品リスト

### 単行本

#### マガミシリーズ
- コロージョンの夏 （2010年11月、講談社BOX Powers BOX、ISBN 978-4-06-283746-0） - イラスト：05
- フェイブルの海 （2011年2月、講談社BOX Powers BOX、ISBN 978-4-06-283768-2） - イラスト：05
- ディストーションの秋 （2012年9月、講談社BOX Powers BOX、ISBN 978-4-06-283809-2） - イラスト：05

#### ノベライズ
- くじら座のプリクエル CETUS'S PREQUEL : DEVIL SURVIVOR 2 THE ANIMATION : 公式ノベライズ （2013年6月、講談社BOX、ISBN 978-4-06-283848-1）

### アンソロジー収録作品
- ダンスモンキーの虚と実 （『Powers Selection 新走』、2011年5月6日）

### 単行本未収録作品
- 喪失のフール （『群象』、講談社BOX非公認サークル パンドラBETA、2009年12月6日） - 第9回文学フリマで販売